# معصوم أباد (هرازبي الجنوبي)
معصوم أباد (بالفارسية: معصوم‌آباد) هي قرية تقع في إيران في قسم هرازبي الجنوبی الريفي. يقدر عدد سكانها بـ 361 نسمة .